# کلارکسویل (نیوهمپشایر)
کلارکسویل (به انگلیسی: Clarksville) یک منطقهٔ مسکونی در ایالات متحده آمریکا است که در شهرستان کوآس، نیوهمپشایر واقع شده‌است.
 کلارکسویل ۱۶۱٫۲ کیلومتر مربع مساحت و ۲۶۵ نفر جمعیت دارد و ۶۰۴ متر بالاتر از سطح دریا واقع شده‌است.